# Tetjana Hladyr
Tetjana Hladyr (Oekraïens: Тетяна Гладир; Engelse vertaling: Tetyana Hladyr), (17 april 1975) is een Oekraïense langeafstandsloopster, die gespecialiseerd is in de marathon.

## Loopbaan
In 2002 werd Hladyr tweede op de marathon van Warchau in 2:34.40 en won de halve marathon van Altötting in 1:12.09. Ook werd ze dat jaar derde bij de Bredase Singelloop.
Hladyr maakte in 2006 haar grote doorbraak. Ze won de marathon van Rome in 2:25.44. Ze verbeterde hiermee het nationale record dat sinds 1988 in handen was van Tatyana Polovinskaya. Later dat jaar werd ze tweede bij de New York City Marathon met een tijd van 2:26.05.
Ze is getrouwd met de Oekraïense langeafstandsloper Oleksandr Koezin. Met een persoonlijk record van 2:07.33 is een van de beste marathonlopers uit Oekraïne. Hij liep in Rome bij de mannen 2:10.09, toen Tatiana de marathon bij de vrouwen won.

## Persoonlijke records
Baan
| Onderdeel      | Prestatie | Datum           | Plaats |
| -------------- | --------- | --------------- | ------ |
| 3000 m         | 9.00,05   | 7 augustus 1999 | Nitra  |
| 10.000 m       | 33.59,13  | 3 juli 2004     | Jalta  |
| 3000 m steeple | 10.43,59  | 5 augustus 2000 | Kiev   |

Weg
| Onderdeel | Prestatie       | Datum         | Plaats      |
| --------- | --------------- | ------------- | ----------- |
| 10 km     | 32.00           | 13 mei 2006   | Jersey City |
| 25 kg     | 1:26.54         | 26 maart 2006 | Rome        |
| 30 kg     | 1:44.13         | 26 maart 2006 | Rome        |
| marathon  | 2:25.44 (ex-NR) | 26 maart 2006 | Rome        |

Indoor
| Onderdeel | Prestatie | Datum           | Plaats |
| --------- | --------- | --------------- | ------ |
| 3000 m    | 9.23,38   | 6 februari 1999 | Lvov   |

## Palmares

### 10 Eng. mijl
- 2000: 4e Nacht von Borgholzhausen - 57.45
- 2005:  Credit Union Cherry Blossom in Washington - 54.16

### halve marathon
- 1997: 50e WK in Kosice - 1:14.44
- 2000:  halve marathon van Knittelfelder - 1:20.07
- 2002:  halve marathon van Mondsee - 1:12.47
- 2002:  halve marathon van Altötting - 1:12.09
- 2002:  Bredase Singelloop - 1:13.52
- 2003:  halve marathon van Salzburg - 1:16.12
- 2005:  halve marathon van Palm Beaches - 1:13.03

### marathon
- 2002:  marathon van Wachau in Krems an der Donau - 2:34.40
- 2003:  marathon van Marseille - 2:37.52
- 2003:  marathon van Pittsburgh - 2:38.04
- 2003:  Twin Cities Marathon - 2:32.44
- 2003:  marathon van Marseille - 2:37.52
- 2004: 10e marathon van Nagoya - 2:32.55
- 2004:  marathon van Capri - 2:32.24
- 2005: 5e marathon van Bombay - 2:37.58
- 2005: 11e New York City Marathon - 2:29.34
- 2006:  New York City Marathon - 2:26.05
- 2006:  marathon van Rome - 2:25.44
- 2012: DNF Oekraïense kamp. in Byelaya Tserkov

### overige afstanden
- 2006:  Bay to Breakers in San Francisco (12 km) – 39.09

### veldlopen
- 1995: 67e EK in Marrakech - 15.26
- 1998: 67e WK in Marrakech -13.53
- 1999: 48e EK in Velenje - 21.27
- 1999: 81e WK in Belfast - 17.34